# Homo sapiens idaltu
Homo sapiens idaltu, también conocido por extensión de los nombres comunes de los fósiles como hombre de Herto, hombres de Herto o restos de Herto, es una subespecie de Homo sapiens descrita a partir de especímenes fósiles encontrados en las proximidades de la localidad etíope de Herto Bouri en el año 1997 por el equipo de paleoantropólogos dirigido por Tim White. Sin embargo, el nuevo descubrimiento no se hizo público hasta el año 2003.
Homo sapiens idaltu es un nombre trinominal, como es preceptivo, según la taxonomía, para denominar las subespecies; las dos primeras palabras son latinas y significan humano que sabe —capacitado para conocer y reflexionar respecto a lo que conoce—, mientras que la tercera y última es una palabra del amhárico que significa anciano.
Dado el lugar en el cual se hizo el hallazgo de los restos (tres cráneos) se le llamó Hombre de Herto. Dichos fósiles han sido datados con una antigüedad de unos 158 000 años, es decir del Chibaniense, antiguamente llamado Pleistoceno medio.
El descubrimiento suscitó alguna polémica entre los investigadores. Varios consideran a Homo sapiens idaltu como una subespecie extinta de Homo sapiens y es por esto que se usa la denominación taxonómica trinomial. Otros, en cambio, consideran que Homo sapiens idaltu es solo un ser humano de la actual especie que mantiene ligeros rasgos morfológicos arcaicos en relación con otros fósiles que son indiscutiblemente de Homo sapiens (i.e.: los Cro-Magnon, los hombres de Grimaldi, etc.), como por ejemplo Stringer (2003).
Si es correcta la tesis según la cual el Homo sapiens idaltu es una subespecie de la nuestra, habría que rescatar la antigua denominación de Homo sapiens sapiens para el hombre actual. Esta terminología se usaba cuando el hombre de Neanderthal era considerado una subespecie nuestra (Homo sapiens neanderthalensis), pero posteriormente se impuso la creencia de que los neandertales y los humanos modernos representaban especies biológicas distintas, por lo que se convino el uso de los términos Homo sapiens y Homo neanderthalensis; aunque algunos biólogos no están de acuerdo con esto, ya que por definición y siguiendo a Ernst Mayr pertenecen a la misma especie, ya que se ha comprobado que sapiens y neandertales se han cruzado obteniendo descendencia fértil.
Los restos de Homo sapiens idaltu fueron considerados como los especímenes más antiguos de la especie humana hasta la redatación de 2005 de los fósiles de H. sapiens conocidos como Omo I y Omo II, a los cuales se les ha atribuido un antigüedad de 195 000 años  y, posteriormente, en 2017 los descubrimientos en Marruecos de Jebel Irhoud 10 y 11, de unos 315 000 años.

## Principales fósiles
Tres cráneos son los restos principales encontrados en Herto Bouri y cuyo conjunto recibe como nombres comunes hombre de Herto, hombres de Herto o restos de Herto.
En estudios morfológicos comparativos todos ellos encajan con H. sapiens (especialmente la forma globular del cráneo y la cara), aún con rasgos distintivos, y más propio de Homo africanos, como el arco supraciliar, la constitución más robusta y una protuberancia occipital muy proyectada. Sin embargo no presentan el prognatismo habitual en neandertales.

### BOU-VP-16/1
BOU-VP-16/1 es un cráneo casi completo de un adulto, con una capacidad craneal de unos 1450 cm³ (superior a muchos de los humanos modernos).

### BOU-VP-16/2
BOU-VP-16/2: partes de otro cráneo adulto que podría ser, incluso, de mayor tamaño que el anterior.

### BOU-VP-16/5

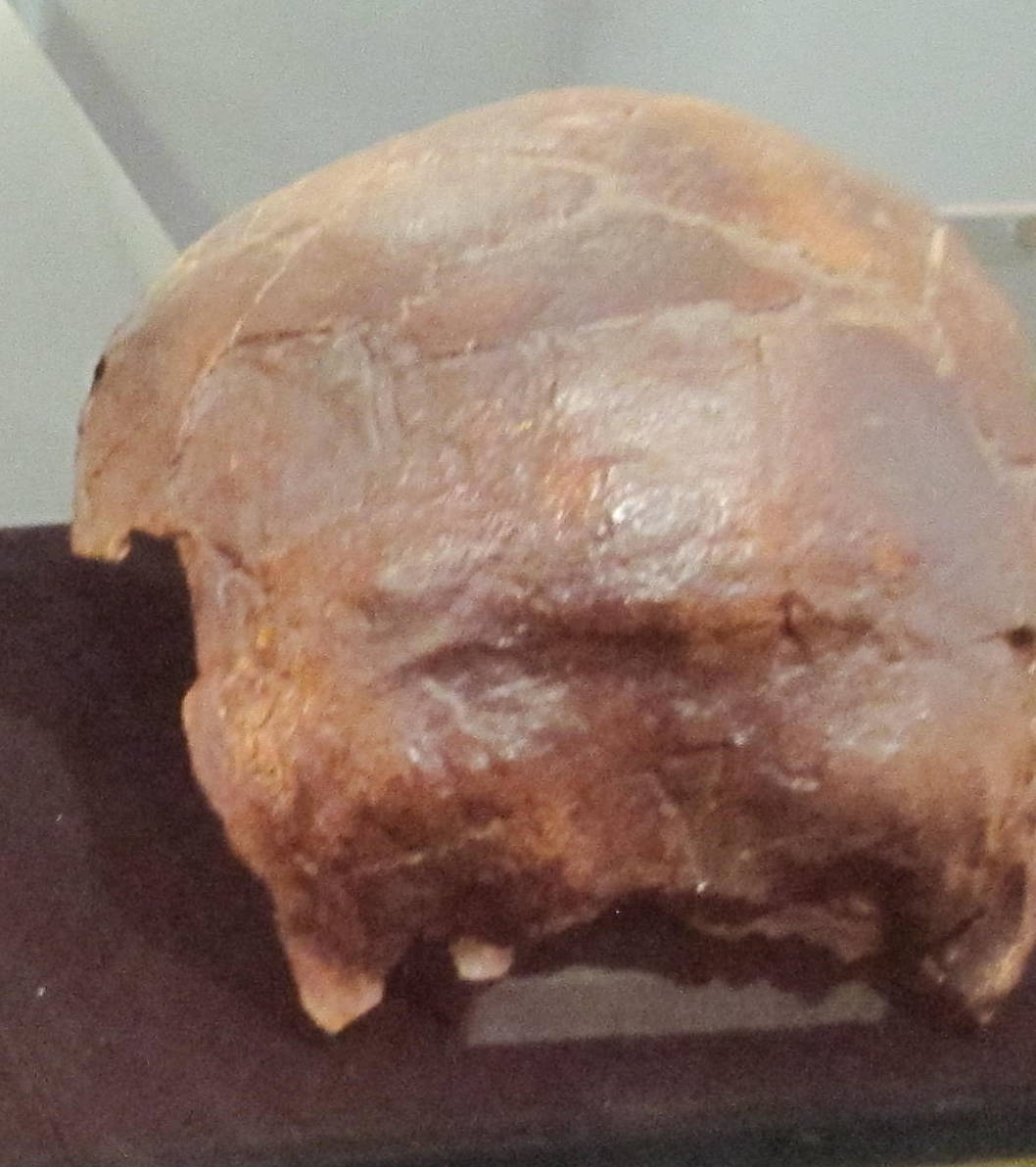
Cráneo BOU-VP-16/5, perteneciente a un niño

BOU-VP-16/5 es una calvaria casi completa de un niño de unos 6 a 7 años, estimado a partir de los dientes, con una capacidad craneal de 1250 cm³.